# Beenmerg

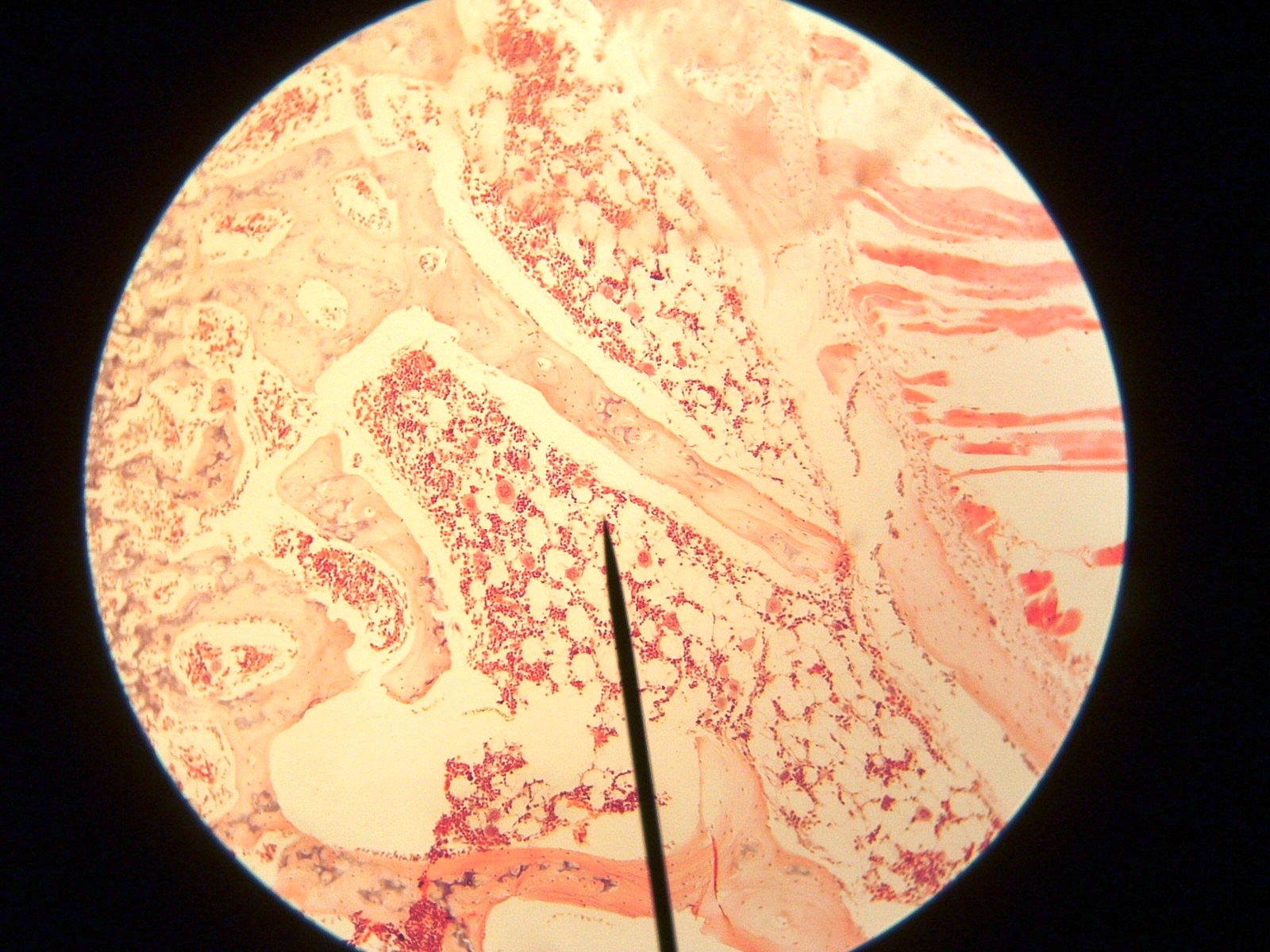
Beenmerg

Het beenmerg of de medulla ossium is de sponsachtige, rode substantie die zich bevindt in het binnenste van beenderen, vooral in het bekken, het borstbeen, de ribben en de ruggenwervels.

## Functie
Beenmerg speelt een belangrijke rol bij het vormen van botweefsel in het dierlijk lichaam. Daarnaast is het beenmerg de plek waar de bloedvorming of hematopoëse plaatsvindt. In het beenmerg bevinden zich multipotente stamcellen, waaruit, via celdifferentiatie, de verschillende soorten bloedcellen worden gevormd: witte bloedcellen (leukocyten), rode bloedcellen (erytrocyten) en bloedplaatjes (trombocyten). Een teveel aan witte bloedcellen (leukocyten) kan een symptoom zijn van leukemie, een vorm van kanker.

## Opbouw
Midden in het bot bevindt zich de mergholte (cavum medullare), die is gevuld met een netwerk van bloedvaten. Verspreid tussen deze vaten liggen verschillende soorten cellen die samen het rode merg (medulla ossium rubra) vormen; voornamelijk hemato-poëtische (bloed-makende) cellen (stamcellen), van waaruit dagelijks grote hoeveelheden rode en witte bloedcellen en bloedplaatjes worden gevormd. Verder bestaat merg nog uit het gele merg (medulla ossium flava); dit zijn vetcellen, ook wel adipocyten genoemd. Bij vogels kan er mergbot voorkomen, dat belangrijk is voor de eileg.

## Overzichthematopoëtische stamcelrode beenmerg
| Hematopoëse            | Hematopoëse          | Hematopoëse            | Hematopoëse | Hematopoëse | Hematopoëse | Hematopoëse | Hematopoëse | Hematopoëse     | Hematopoëse    |
| ---------------------- | -------------------- | ---------------------- | ----------- | ----------- | ----------- | ----------- | ----------- | --------------- | -------------- |
| Leukopoëse             | Leukopoëse           | Leukopoëse             | Leukopoëse  | Leukopoëse  | Leukopoëse  | Leukopoëse  | Leukopoëse  | Erytropoëse     | Trombopoëse    |
| Myeloblast             | Myeloblast           | Myeloblast             | Monoblast   | Lymfoblast  | Lymfoblast  | Lymfoblast  |             | Pro-erytroblast | Megakaryoblast |
| Myeloblast             | Myeloblast           | Myeloblast             | Monoblast   | Lymfoblast  | Lymfoblast  | Lymfoblast  | Erytroblast |                 | Megakaryoblast |
| Myeloblast             | Myeloblast           | Myeloblast             | Monoblast   | Lymfoblast  | Lymfoblast  | Lymfoblast  | Normoblast  |                 | Megakaryoblast |
| Promyelocyt            | Promyelocyt          | Promyelocyt            | Monocyt     | Lymfocyt    | Lymfocyt    | Lymfocyt    | Reticulocyt | Megakaryocyt    |                |
| Neutrofiele granulocyt | Basofiele granulocyt | Eosinofiele granulocyt | Macrofaag   | B-cel       | T-cel       | NK-cel      | Mastocyt    | Erytrocyt       | Trombocyt      |

schedel · wervelkolom · borstkas · borstbeen · schoudergordel · arm · bekkengordel · been

bot · gewricht · botten van de mens